# Kupferfaden
Der Kupferfaden ist ein altes Längenmaß aus Estland. Der Kupferfaden war etwa zwei Fuß kleiner als der gewöhnliche Faden (Klafter) und etwa ein Fuß kleiner als der Eisenfaden. Das Maß galt bis zur Ersetzung im Jahr 1845 durch russische Maße. 
- 1 Kupferfaden = 6,283 Fuß (russisch. und engl.) = 1,9151 Meter
- 100 Kupferfaden = 89,76 Saschen
- 1 Kupferfaden = 75,4 Zoll